# Ben Cijon Rubin
Ben Cijon Rubin (hebrejsky: בן-ציון רובין, narozen 6. ledna 1939) je izraelský politik a bývalý poslanec Knesetu za strany Mafdal a Tami.

## Biografie
Narodil se ve městě Tripolis v Libyi. V roce 1949 přesídlil do dnešního Izraele. Absolvoval humanitní studia na Hebrejské univerzitě, kde také získal osvědčení pro výkon profese středoškolského učitele. Na Telavivské univerzitě studoval žurnalistiku. Pracoval jako učitel.

## Politická dráha
V roce 1961 vstoupil do strany Mafdal (Národní náboženská strana). V letech 1969–1978 byl členem městské samosprávy ve městě Netanja, přičemž zastával i post místostarosty Netanje. Později patřil mezi zakladatele strany Tami.
V izraelském parlamentu zasedl poprvé po volbách v roce 1977, do nichž šel za stranu Mafdal. Stal se členem výboru pro záležitosti vnitra a životního prostředí, výboru pro vzdělávání a kulturu, výboru práce a sociálních věcí a výboru pro imigraci a absorpci. Opětovně byl zvolen ve volbách v roce 1981, nyní už na kandidátní listině strany Tami. Byl členem výboru finančního, výboru pro vzdělávání a kulturu a výboru House Committee. Zastával i vládní post. Konkrétně v letech 1981–1984 šlo o funkci náměstka ministra práce a sociálních věcí. Ve volbách v roce 1984 poslanecký mandát neobhájil.